# Прострел аянский
Прострел аянский (лат. Pulsatilla ajanensis) — вид многолетних травянистых растений рода Прострел семейства Лютиковые. Ряд исследователей включают этот вид вместе с остальными видами рода Прострел в состав рода Ветреница (Anemone).

## Ботаническое описание
Многолетнее травянистое растение с вертикальным корневищем. Стебли высотой 5–12 см, при плодах – до 20 см. Прикорневые листья на тонких, почти голых черешках, развиваются во время цветения; пластинки листьев перистые или почти тройчатые, с 1–3 парами боковых долей, в очертании широко яйцевидно-ромбические или почти округлые; доли листьев яйцевидно-ромбические, не до конца надрезанные на 3–4 острозубчатые дольки. Цветоносы короткие, густоволосистые, при плодах удлиняющиеся. Цветки прямостоячие или отклоненные, полураскрытые, колокольчатые. Листочки околоцветника 2—3 см. длинной, фиолетовые, яйцевидные, притупленные, снаружи рыжеволосистые. Ости плодиков ок. 3 см длинной, перистоволосистые, на верхушке почти голые.

## Распространение
Произрастает на территории Бурятии, Иркутской области, Забайкальского края, Республики Саха, а также на  Сахалине.
Обитает на каменистых задерненных склонах, в зарослях кустарников, на горных лугах, по долинам рек, в лиственных и сосновых лесах.

## Охрана
Вид включён в Красные книги следующих субъектов РФ: Республика Бурятия, Забайкальский край, Республика Саха.